# 1981년 경제 회복세법

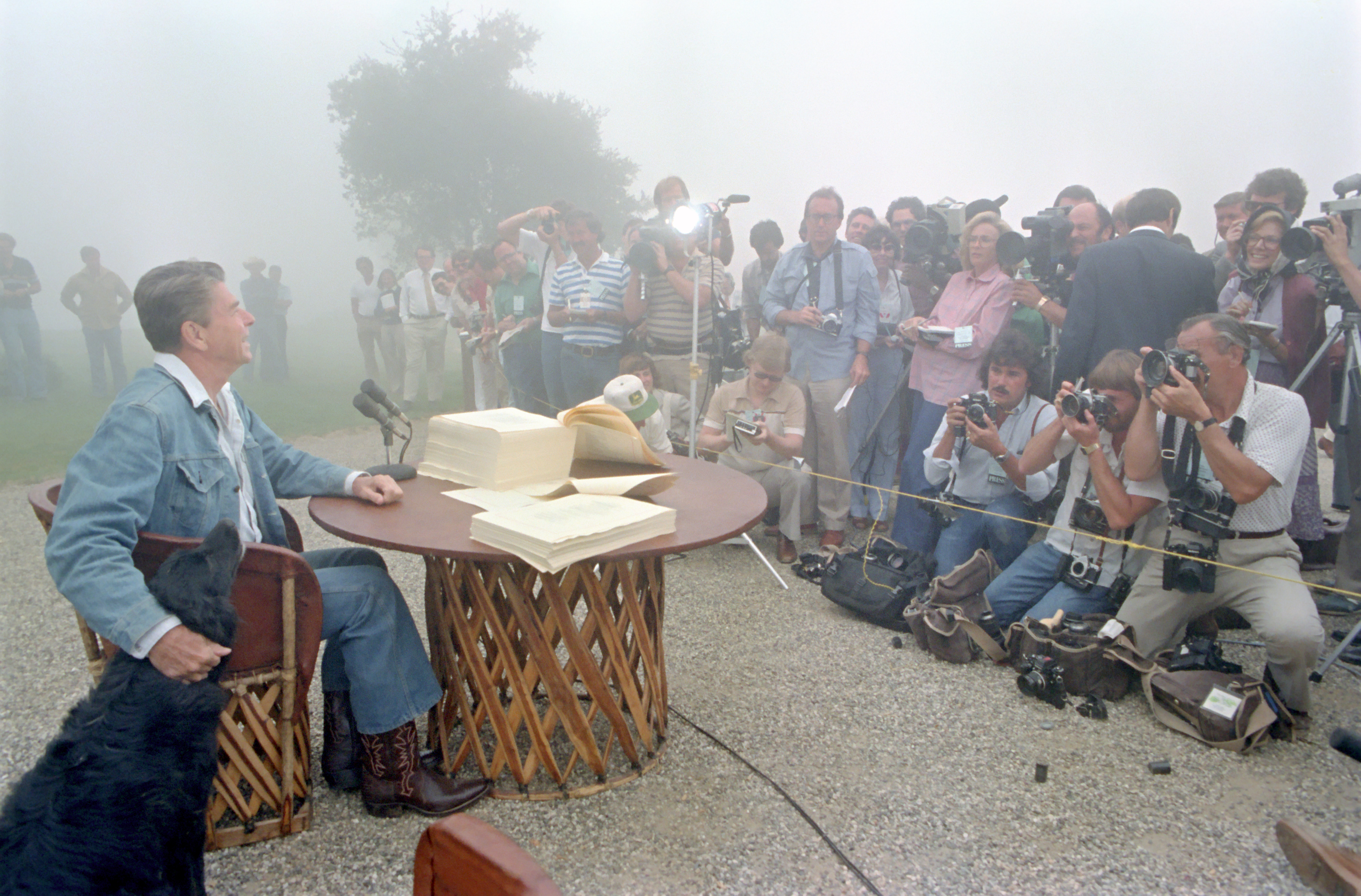
레이건 대통령이 1981년 란초 델 시엘로에서 법안에 서명하는 모습

1981년 경제 회복세법(영어: Economic Recovery Tax Act of 1981, ERTA), 또는 켐프-로스 감세(영어: Kemp–Roth Tax Cut)는 경제 성장을 장려하기 위해 고안된 주요 감세를 도입한 법안이다. 이 법안은 제97대 미국 의회에 의해 제정되었고 미국 대통령 로널드 레이건에 의해 법률로 서명되었다. 가속 비용 회수 시스템(ACRS)은 이 법안의 주요 구성 요소였다. 이 시스템은 1986년에 개정되어 수정 가속 비용 회수 시스템(MACRS)이 되었다.
공화당원인 잭 켐프 하원의원과 윌리엄 로스 (정치인) 상원의원은 지미 카터 행정부 시기에도 감세 법안 통과를 거의 이끌어냈으나, 지미 카터 대통령은 재정 적자 증가를 우려하여 법안 통과를 막았다. 레이건은 취임 후 대규모 감세를 최우선 과제로 삼았다. 제97대 의회 기간 동안 미국 하원에서 민주당이 다수를 차지하고 있었음에도 불구하고, 레이건은 필 그램과 같은 보수 민주당원들을 설득하여 법안을 지지하게 만들었다. 이 법안은 1981년 8월 4일 미국 의회를 통과했으며, 1981년 8월 13일 레이건에 의해 법률로 서명되었다. 이는 미국 역사상 가장 큰 감세 중 하나였으며, ERTA와 1986년 세제개혁법은 함께 레이건 감세로 알려져 있다. 지출 삭감과 더불어 레이건의 감세는 일부 동시대인들이 보수적인 "레이건 혁명"이라고 묘사한 것의 핵심이었다.
이 법안에는 연방 소득세율의 전면적인 인하가 포함되었다. 최고 한계 세율은 70%에서 50%로, 최저 한계 세율은 14%에서 11%로 떨어졌다. 미래의 세금 등급 상승을 방지하기 위해 새로운 세율은 인플레이션에 연동되었다. 또한 상속세, 자본 이득세, 법인세도 인하되었다. 1981년 법안의 상당 부분은 1982년 9월 1982년 조세 형평성 및 재정 책임법(TEFRA)에 의해 역전되었는데, 이 법은 때때로 전후 시대의 가장 큰 세금 인상으로 불린다. 법안의 비판론자들은 이 법안이 연방 예산 적자를 악화시켰다고 주장하는 반면, 지지자들은 1980년대 경제를 강화하는 데 기여했다고 평가한다. 공급측면론자들은 감세가 세입을 증가시킬 것이라고 주장했지만, 감세로 인해 세입은 감세가 없었을 때보다 감소했으며, 로널드 레이건 행정부 기간 동안 재정 적자는 크게 증가했다.

## 요약
미국 재무부의 세금 분석실은 세금 변화를 다음과 같이 요약했다.
- 개인 세율 3년간 23% 단계적 인하; 최고 세율 70%에서 50%로 하락
- 감가상각 공제 가속화; 감가상각 시스템을 가속 비용 회수 시스템(ACRS)으로 대체
- 개인 소득세 매개변수 물가 연동(1985년부터 시작)
- 맞벌이 부부에 대한 소득 10% 제외 신설 (3,000달러 상한)
- 1987년까지 상속세 면제액 175,625달러에서 600,000달러로 단계적 인상
- 횡재세 인하
- 모든 근로 납세자에게 개인 은퇴 계좌(IRA) 개설 허용
- 종업원 주식 소유 계획(ESOP)에 대한 조항 확대
- 200달러 이자 제외를 15% 순이자 제외(900달러 상한)로 대체 (1985년부터 시작)

가속 감가상각 변경은 1982년 조세 형평성 및 재정 책임법에 의해 폐지되었으며, 15% 이자 제외는 1984년 적자 감축법에 의해 효력이 발생하기 전에 폐지되었다. 공제 계산 시 최대 비용은 자녀 1명당 2,000달러에서 2,400달러로, 자녀 2명 이상인 경우 4,000달러에서 4,800달러로 증가했다. 공제액은 20% 또는 최대 400달러 또는 800달러에서 10,000달러 이하 소득의 30%로 증가했다. 30% 공제는 28,000달러까지 2,000달러의 소득당 1%씩 감소한다. 28,000달러에서는 근로 소득에 대한 공제는 20%였다. 경제 회복세법에 따라 부부 공동 신고를 위한 결혼한 납세자의 금액은 1976년 법안에서 허용된 100,000달러에서 125,000달러로 증가했다. 독신자는 62,500달러의 제외에 제한되었다. 또한 55세 이상이 주거용 주택을 판매하여 얻은 이득에 대한 1회 제외 금액도 증가했다.

## 입법 역사
공화당원인 잭 켐프 하원의원과 윌리엄 로스 (정치인) 상원의원은 지미 카터 행정부 시기에도 대규모 감세 법안 통과를 거의 이끌어냈으나, 지미 카터 대통령은 적자 우려로 법안 통과를 막았다. 켐프와 레이건 같은 공급측면론자들은 세금 감면이 경제 성장으로 인해 궁극적으로 더 높은 정부 수입으로 이어질 것이라고 주장했으며, 이는 많은 경제학자들에 의해 반박되었다.
레이건은 취임하자마자 법안 통과를 최우선 국내 과제로 삼았다. 하원을 민주당이 장악하고 있었기 때문에, 어떤 법안이든 통과하려면 공화당의 지지뿐만 아니라 일부 하원 민주당원의 지지도 필요했다. 1980년 대통령 선거에서의 레이건의 승리는 공화당을 그의 리더십 아래 결집시켰고, 텍사스 출신의 필 그램과 같은 보수 민주당원들(훗날 당을 바꿀 예정이었던)은 레이건의 일부 보수적인 정책을 기꺼이 지지했다.
1981년 내내 레이건은 의원들과 자주 만나 특히 남부의 보수 민주당원들의 지지를 얻는 데 집중했다. 1981년 7월, 상원은 레이건이 선호하는 감세 법안에 대해 89대 11로 찬성표를 던졌고, 하원은 238대 195로 법안을 승인했다. 레이건의 주요 세금 법안 통과와 연방 예산 삭감 성공은 일부 기자들에 의해 "레이건 혁명"으로 찬사를 받았다. 한 칼럼니스트는 레이건의 입법 성공이 "프랭클린 루스벨트의 100일 이후 어떤 대통령이 추진한 가장 강력한 국내 이니셔티브"를 나타낸다고 썼다.

## 가속 비용 회수 시스템
가속 비용 회수 시스템(ACRS)은 이 법안의 주요 구성 요소였으며, 1986년에 개정되어 수정 가속 비용 회수 시스템이 되었다. 이 시스템은 세금 목적상 감가상각 공제가 허용되는 방식을 변경했다. 자산은 3년, 5년, 10년, 15년의 수명으로 분류되었다. 세금 부담을 줄임으로써 사업주들의 주머니에 더 많은 현금을 넣어 투자와 경제 성장을 촉진할 수 있었다. 예를 들어, 농업 산업은 농업 자산의 재평가를 보았다. 자동차나 돼지 같은 품목은 3년 감가상각 가치를 받았고, 건물이나 토지 같은 것은 15년 감가상각 가치를 받았다.

## 여파
이 법안의 가장 지속적인 영향이자 중요한 변화는 1985년부터 세법 매개변수를 인플레이션에 연동시킨 것이었다. 1968년부터 1981년까지 아홉 개의 연방 세법 중 여섯 개가 인플레이션으로 인한 세금 등급 상승을 상쇄하는 감세였다. 이 법안이 통과되기 전 5년간 인플레이션이 특히 높았고, 세금 등급 상승만으로도 연방 개인 소득세 수입이 GDP의 7.94%에서 10% 이상으로 증가했다. 법안 통과 후에도 연방 개인 소득세 수입은 GDP의 8.05% 아래로 떨어진 적이 없었다. 물가 연동과 함께 이는 미래의 세금 감면의 필요성을 없앴다.
총 25% 감세 중 첫 5%는 1981년 10월 1일부터 시행되었다. 추가 10%는 1982년 7월 1일부터 시작되었고, 세 번째 10% 감세는 1983년 7월 1일부터 시작되었다. 그 결과와 1980년대의 다른 세법으로 인해, 상위 10%는 1981년 48%에서 1988년에는 총 소득세의 57.2%를 납부하게 되었지만, 하위 50%의 소득자 비율은 같은 기간 동안 7.5%에서 5.7%로 감소했다. 50%에서 95% 사이의 중간 소득자들이 부담하는 총 비율은 1981년 57.5%에서 1988년 48.7%로 감소했다. 이러한 증가는 주로 자본 이득세의 감소에 기인한다. 또한, 진행 중인 경기 침체와 높은 실업률은 1980년대 중반까지 다른 소득 계층의 정체에 기여했다.
ERTA에 따라 한계세율은 하락했고(최고 세율은 70%에서 50%로), 자본 이득세는 28%에서 20%로 인하되었다. 자본 이득세 수입은 1980년 125억 달러에서 1983년 180억 달러 이상으로 50% 증가했다. 1986년에는 자본 이득세 수입이 800억 달러 이상으로 증가했다. 1987년부터 세율이 20%에서 28%로 회복된 후 자본 이득 수입은 1991년까지 감소했다. 비판론자들은 감세가 재정 적자를 악화시켰다고 주장한다. 레이건 지지자들은 감세가 1980년대 경제 확장에 도움이 되었고, 궁극적으로 적자를 낮추는 데 기여했다고 평가한다. 1986년 2,210억 달러로 정점에 달했던 적자는 1989년 1,520억 달러로 감소했다. 세금 분석실은 이 법안이 법안이 없었을 경우의 연방 소득세 수입보다 13% 낮췄다고 추정했다. 1970년대 초 소득세 물가 연동제를 채택했던 캐나다는 1970년대 후반과 1980년대 초반에 미국과 비슷하거나 더 큰 수준의 적자를 기록했다.
비당파적인 의회조사국(미국 의회도서관 소속)은 2012년 1945년부터 2010년까지의 세율 영향을 분석한 보고서를 발표했다. 이 보고서는 최고 세율이 경제 성장, 저축, 투자 또는 생산성 성장에 긍정적인 영향을 미치지 않지만, 최고 세율 인하는 소득 불평등을 증가시킨다고 결론지었다. 토머스 L. 헝거포드의 말에 따르면, "최고 세율 인하는 저축, 투자, 생산성 성장과 상관관계가 없어 보인다. 최고 세율은 경제적 파이의 크기와 거의 또는 전혀 관련이 없는 것으로 보인다. 그러나 최고 세율 인하는 소득 분포의 상위 계층에 소득 집중도가 증가하는 것과 관련이 있는 것으로 보인다." 부유층으로부터의 세입은 감소했고, 증가한 부의 대부분은 최고 세율 구간에 집중되었다.
레이건은 약 9천억 달러의 국가 부채, 높은 실업률, 정부에 대한 대중의 불신 속에 취임했다. 이 법안은 경제를 활성화하고 국가에 더 많은 부를 창출하기를 희망하며 모든 시민에게 세금 감면 혜택을 제공하도록 설계되었다. 1982년 여름, 이중 불황, 고금리의 재림, 그리고 급증하는 적자로 인해 의회는 이 법안이 레이건 행정부가 희망했던 결과를 만들어내지 못했다고 확신했다. 주로 상원 재무 위원회 위원장인 로버트 돌의 주도로, 대부분의 개인 감세는 1982년 9월 1982년 세금 형평성 및 재정 책임법(TEFRA)에 의해 철회되었지만, 가장 중요하게는 개인 소득세율의 물가 연동은 철회되지 않았다. 레이건이 퇴임할 무렵, 국가 부채는 약 2조 6천억 달러로 세 배 증가했다. 사회학자 모니카 프라사드는 이러한 종류의 감세가 공화당 후보들 사이에서 인기를 얻게 된 것은 유권자들에게 잘 받아들여져 후보자들이 당선되는 데 도움이 되었기 때문이라고 주장한다.

### 참고 문헌
- Leuchtenburg, 윌리엄 E. (2015). 《미국 대통령: 테디 루스벨트부터 빌 클린턴까지》. 옥스퍼드 대학교 출판부. ISBN 9780195176162.
- Patterson, 제임스 (2005). 《불안한 거인: 워터게이트부터 부시 대 고어까지의 미국》. 옥스퍼드 대학교 출판부. ISBN 978-0195122169.
- Rossinow, 더글러스 C. (2015). 《레이건 시대: 1980년대 역사》. 컬럼비아 대학교 출판부. ISBN 9780231538657.